# Adam Łaszyn

Adam Łaszyn (ur. 30 stycznia 1967, zm. 9 października 2024) – polski ekspert ds. komunikacji kryzysowej i strategii komunikowania. Prezes zarządów warszawskich agencji public relations – Alert Media Communications i MeritumLab. Założyciel Wydawnictwa Message House. Doradca polskich firm i instytucji, trener medialny i doradca w zakresie wizerunku szefów firm, osób publicznych ze świata biznesu, kultury, sztuki, sportu i polityki. Były dziennikarz. Z wykształcenia prawnik. 
Autor poradnika kontaktów z mediami „Media i ty”. Inicjator i współautor książki „Sztuka Public Relations” (2006, 2011). Autor wybranych haseł zamieszczonych w pierwszym w Polsce „Leksykonie Public Relations” (2009) pod redakcją Jerzego Olędzkiego i Dariusza Tworzydło. Współautor książki „Pierwsze ćwierćwiecze. 25 lat PR w Polsce”. Członek Polskiego Stowarzyszenia Public Relations i laureat specjalnego wyróżnienia tej organizacji (2014) za wkład w „zbudowanie branży PR w Polsce”. W latach 2006–2013 pełnił funkcję wiceprezesa, a potem przez dwa lata członka i Przewodniczącego Rady Związku Firm Public Relations. Od 2019 członek Rady Etyki Public Relations. W latach 2020–2022 członek zarządu Stowarzyszenia Agencji Public Relations.
Wykładowca różnych dziedzin PR m.in. na Uniwersytecie Ekonomicznym w Katowicach, w Wyższej Szkole Europejskiej im. Ks. Józefa Tischnera w Krakowie, polskiej edycji London School of Public Relations a do 2015 także na innych uczelniach, m.in. Uniwersytecie Warszawskim, czy Politechnice Gdańskiej.
Publicysta i komentator ds. PR, mediów i polityki w prasie, radiu i telewizji. Do 1998 pracował jako dziennikarz, m.in. Programu III Polskiego Radia, Życia Warszawy. Specjalizował się w tematyce międzynarodowej i polityce obronnej – w materiale „Sułtan terroryzmu” (Express Wieczorny) w 1998 jako pierwszy publicysta przedstawił w polskich mediach sylwetkę Osamy bin Ladena. Absolwent Wydziału Prawa i Administracji Uniwersytetu Warszawskiego.
Jako konsultant przyczynił się do sukcesu kampanii Platformy Obywatelskiej w wyborach samorządowych 2006 i w wyborach parlamentarnych 2007 oraz 2011, a także w wyborach prezydenckich 2010. W marcu 2009 w rankingu redakcji Newsweeka został uznany za jednego z 50 najbardziej wpływowych Polaków (pozycja 27). W roku 2022 uzyskał nagrodę PSPR "Lew PR".